# Michael Eggenstorfer
Michael Eggenstorfer auch Michael von Eggenstorf (* um 1465 in Konstanz; † 27. Januar 1552 in Schaffhausen) war der letzte Abt des Klosters Allerheiligen.
Aus einer Konstanzer Familie stammend, trat er 1493 in das Kloster ein und studierte dann an der Universität Freiburg. Am 3. September 1501 wurde er zum Abt erwählt. Er war ein Anhänger des Mystikers Johannes Tauler. Durch den Benediktiner Erasmus Schmid aus Stein am Rhein erhielt er die Schriften Luthers, die auch für weitere Leser in seinem Freundeskreis, etwa Johann Mühling, genannt Adelphi, Stadtarzt von 1514 bis 1523, bestimmt waren. Briefwechsel führte er unter anderem mit Joachim Vadian.
Er sammelte Bücher und legte großen Wert auf eine gute Bildung seiner Novizen. 1519 schickte er drei Mönche (u. a. Ludwig Oechsli und Matthäus Peyer) an die Universität Krakau, wo sie bei Agricola studierten. Der Mönch Heinrich Linggi bezog 1514 die Universität Wien.
1523 hatte der Theologe Sebastian Wagner, genannt Hofmeister, unter anderem auch durch die Teilnahme an den Disputationen in Zürich den Rat der Stadt Schaffhausen überzeugt, die neue Lehre unter Schutz zu stellen. Im August 1523 sendete Abt Eggenstorfer den Kustos von Allerheiligen Konrad Irmensee an die zweite Disputation in Zürich. Am 10. Mai 1524 schloss er mit dem Rat der Stadt einen Vertrag, in dem er die persönlichen Gründe, vor allem die Prachtentfaltung der Prälatur schildert, die zu seiner Abdankung führten. Das Kloster wurde in ein Chorherrenstift umgewandelt, er selbst erhielt die Würde eines Propstes. Die noch verbliebenen 12 Mönche erhielten pfarramtliche Stellen am Münster. 1529 wurde auch die Propstei aufgehoben.
1550 versuchte Heinrich von Jestetten hartnäckig, die alte Abtswürde wieder neu zu erlangen, was jedoch durch den Rat mit Hinweis auf den noch lebenden (wenn auch greisen) Abt verweigert wurde. Die weiteren Verhandlungen wurden jahrelang verzögert und verliefen im Sand.
Am 12. Dezember 1529 heiratete er Agnes Keller (gestorben 1546), eine ehemalige Nonne des Klosters Töss, die ihm 1527 und 1528 zwei Söhne geboren hatte. 1534 einigte er sich mit der Stadt über seine Rente. Mit Pfründen ausgestattet, lebte er zurückgezogen bis zu seinem Tod im ehemaligen Kloster Allerheiligen.